# Cyriel Marchand
Cyriel R. Marchand (Klerken, 1 januari 1927 - 6 januari 2021) was burgemeester van de Belgische gemeente Veurne.

## Levensloop
Marchand was een zoon van Aloïs Marchand en Hermina Deceuninck. Hij trouwde in 1952 met Godelieve Decoene (1926-2011). Hij werd vrijgestelde in het Algemeen Christelijk Vakverbond.
Van 1953 tot 1964 was hij lid en van 1965 tot 1976 afgevaardigde voorzitter van de Commissie voor Openbare Onderstand van Veurne.
Van 1968 tot 1980 was hij provincieraadslid voor het district Veurne en was van 1974 tot 1980 secretaris van de West-Vlaamse provincieraad. Van 1970 tot 2004 was hij voorzitter van de huisvestingsmaatschappij Veurnse Bouwmaatschappij. 
Hij zetelde van mei 1980 tot november 1991 voor het arrondissement Veurne-Diksmuide-Oostende in de Kamer van volksvertegenwoordigers. In de periode juni-oktober 1980 zetelde hij als gevolg van het toen bestaande dubbelmandaat korte tijd in de Cultuurraad voor de Nederlandse Cultuurgemeenschap, die op 7 december 1971 werd geïnstalleerd. Vanaf 21 oktober 1980 tot november 1991 was hij ook lid van de Vlaamse Raad, de opvolger van de Cultuurraad en de voorloper van het huidige Vlaams Parlement.  
In 1959 werd hij gemeenteraadslid van Veurne en van 1965 tot 1976 schepen. Van 1986 tot 1998 was hij burgemeester, in opvolging van Joseph Van Hee.
Binnen de CVP behoorde Marchand tot de ACW-strekking en was hij voorzitter van ACW Veurne.